# Turdus iliacus
El zorzal alirrojo (Turdus iliacus) es una especie de ave paseriforme de la familia Turdidae.

## Descripción
El zorzal alirrojo es uno de los zorzales europeos de menor tamaño, su longitud es de unos 21 cm y su peso entre 60 y 65 gramos. Sus alas poseen una envargadura de unos 33 a 34 cm. Las hembras y machos son muy similares. 
Es distintiva la ceja blanca que posee arriba de sus ojos. También es característica del zorzal alirrojo la coloración rojiza con pintas negras de sus flancos y pecho. Su dorso, la parte superior de las alas  y zona posterior de su cabeza es de color pardo, siendo el resto de sus partes inferiores de color blanco. Su cola es de color pardo en su parte superior.

## Sistemática
Existen dos subespecies de zorzal alirrojo:
- Turdus iliacus iliacus
- Turdus iliacus coburni

## Distribución
Solo una parte de la población migra, las aves se desplazan del norte hacia el sur durante el invierno. Se reproduce en bosques y matorrales en Escandinavia y la antigua Unión Soviética incluidos los estados bálticos, en Europa central su zona de reproducción llega hasta Holanda, Bélgica, Alemania, Suiza, y Francia. Si bien rara vez nidifica en Gran Bretaña e Irlanda, grandes bandadas pasan el invierno en estos países.

## Dieta
Es omnívoro, alimentándose de una amplia gama de insectos y gusanos durante el verano y de bayas durante el invierno.

## Reproducción

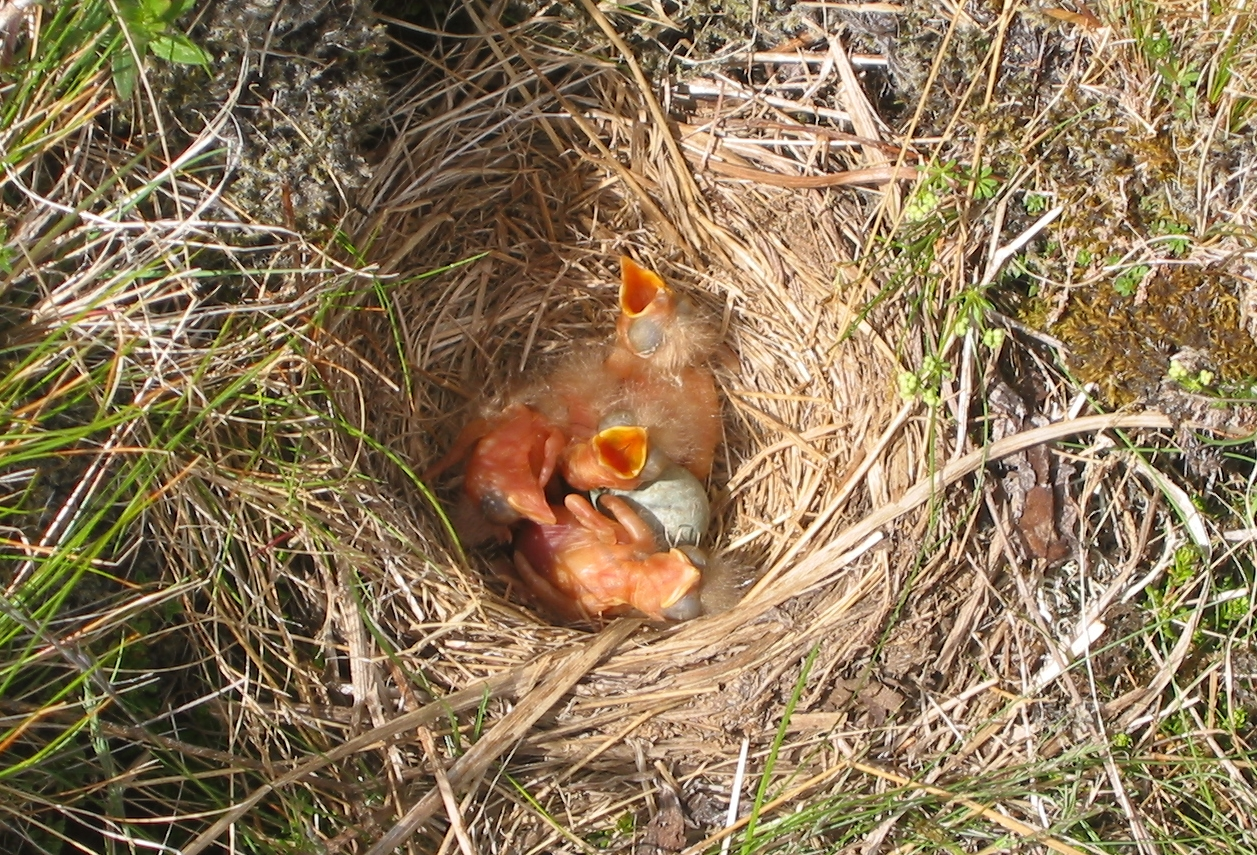
No es raro que el zorzal alirrojo construya su nido sobre el suelo.

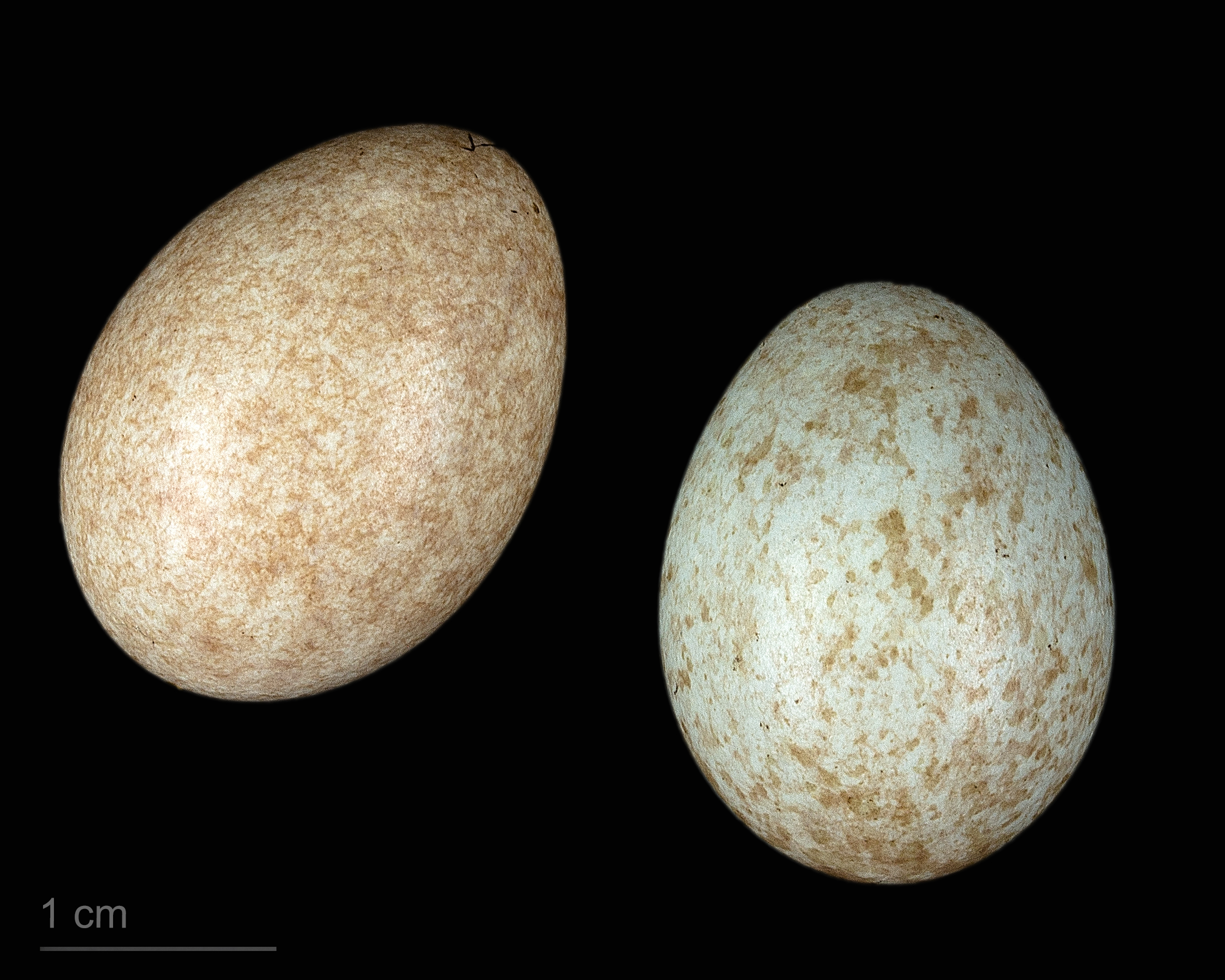
Turdus iliacus coburni - MHNT

Anida en los árboles, poniendo varios huevos en un nido prolijo. Por lo general la hembra construye un nido de barro y hierbas. Pone de 5 a 6 huevos de color verdoso con pequeñas pintas, la hembra los empolla durante 2 semanas. Ambos padres alimentan a los polluelos que están en condiciones de volar a las 2 semanas de nacer. 
Es común verlos anidar en pequeñas colonias, posiblemente para protegerse de los cuervos grandes.  Se ha observado que defienden su nido atacando a aves predadoras como los cuervos dejando caer heces sobre sus alas.
El macho posee un canto simple pareciendo decir "chac-chac", un individuo que busca restablecer contacto con su bandada suele lanzar un "uic" en un tono agudo.